# Epimisi
En anatomia, rep el nom d'epimisi la capa de teixit conjuntiu que està en contacte immediat i envolta un múscul estriat. El mot epimisi significa sobre (epi) el múscul (mysia). Aquesta capa atorga unitat estructural al múscul, el protegeix contra la fricció amb altres teixits com ara altres músculs i ossos; al mateix temps dona accés als nervis i els vasos sanguinis que penetren cap a la profunditat del múscul.

## Anatomia de l'epimisi

### Macroscòpica
El múscul estriat està format pels miòcits o fibres musculars que estan separades de les adjacents per teixit conjuntiu lax anomenat endomisi. Un conjunt de fibres s'agrupen per formar un fascicle muscular, que està envoltat per teixit conjuntiu que rep el nom perimisi. Diversos fascicles musculars es reuneixen per formar un múscul el qual està embolicat en l'epimisi.
La sang arriba a el múscul a través de vasos sanguinis que es ramifiquen en el epimisi i penetren a través del perimisi, aconseguint l'endomisi on formen una xarxa de capil·lars que envolten la fibra muscular i li aporten oxigen i nutrients.

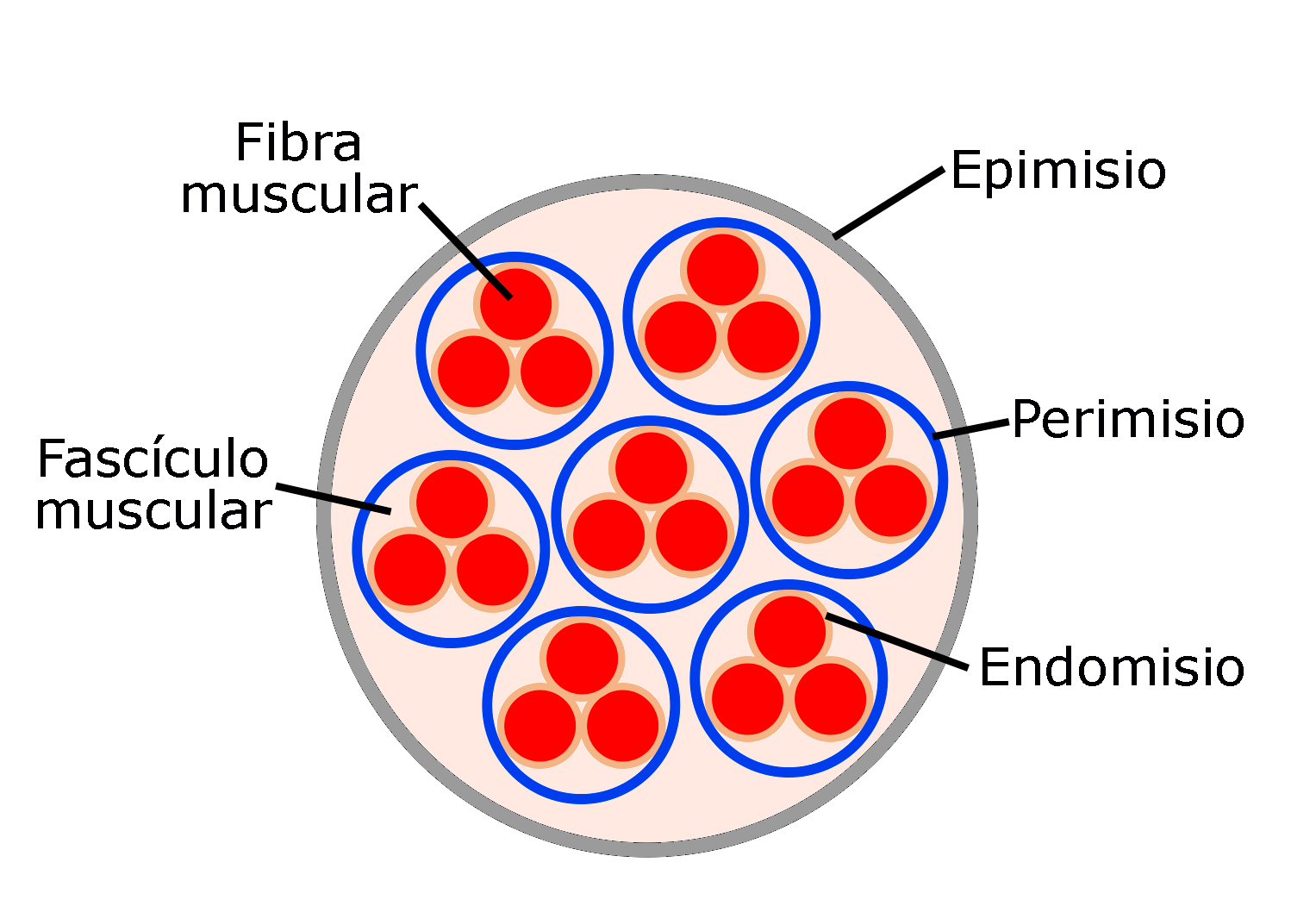
Ubicació esquemàtica de l'epimisi en la secció global d'un múscul esquelètic

### Microscòpica
Com la resta de el teixit connectiu l'epimisi està format per cèl·lules i una matriu extracel·lular amb fibres de col·lagen, fibres reticulars i fibres elàstiques, envoltades per substància fonamental. L'epimisi presenta una elevada proporció de fibres, la qual cosa li confereix densitat i resistència. En alguns músculs és extremadament ferma, en aquests casos aquest embolcall rep el nom llatí de fàscia.

## Fisiologia
L'epimisi forma un sistema ininterromput de prims envans conjuntius (perimisi i endomisi), que li aporta unitat estructural i funcional al múscul. Aquests embolcalls es continuen amb els tendons o les aponeurosis.
L'epimisi dins el sistema elàstico-muscular és un element elàstic passiu en paral·lel, juntament amb l'aponeurosi i el teixit connectiu. L'epimisi com a component passiu també presenta resistència a l'elongació.